# Flavio Herrera
Flavio Herrera (18 de febrero de 1895-31 de enero de 1968) fue un poeta, escritor, diplomático y catedrático guatemalteco. Al morir, donó sus propiedades a la Universidad de San Carlos de Guatemala.

## Reseña biográfica
Nació en la ciudad de Guatemala, el 18 de febrero de 1895. Estudió en el Colegio de Infantes y en el Instituto Nacional Central para Varones. Con 13 años escribía artículos para la revista Juan Chapín. En 1918 se graduó de Abogado y Notario en la Universidad Manuel Estrada Cabrera y recibió el premio Mariano Gálvez de la Escuela Facultativa de Derecho y Notariado por su tesis.
Se trasladó a Europa donde continuó sus estudios de Derecho en la Universidad de Roma, y estudios de Literatura en la Universidad Central de Madrid. En junio de 1944 fue parte de los 311 ciudadanos que firmaron un memorial solicitando al presidente Jorge Ubico Castañeda la reinstauración de las garantías constitucionales en Guatemala; este documento fue un factor importante en los movimientos populares que concluyeron con la renuncia de Ubico Castañeda el 1.º de julio de 1944.
Durante el gobierno de Juan José Arévalo, fue embajador de Guatemala en Brasil y Argentina, y dirigió la Escuela Centroamericana de Periodismo. Fue catedrático de Literatura en la Facultad de Derecho y Humanidades de la Universidad de San Carlos de Guatemala, en donde recibió la distinción de Profesor Emeritissimum. En 1960 recibió la Orden del Quetzal del Gobierno de Guatemala.
Cuando murió, el 31 de enero de 1968, donó su finca en San Antonio Suchitepéquez a la Universidad de San Carlos de Guatemala -Centro de Agricultura Tropical Bulbuxyá- al igual que los derechos de autor de toda su obra. También donó su casa para que la Universidad la habilitara como biblioteca y centro cultural.
Sus novelas «El Tigre», «Caos» y «La Tempestad», conocidas en conjunto como «La Trilogía del Trópico», son lectura oficial en las escuelas públicas y colegios privados de Guatemala. Como poeta cultivó principalmente el género del Ha-Kai.

## Obras
| Obras               | Títulos |
| ------------------- | --- |
| Novelas impresas    | - El tigre, 1934 - La tempestad, 1935 - Siete pájaros del iris, 1936 - Poniente de sirenas, 1937 - Caos, 1949                                                                |
| Novelas manuscritas | - Hembra - Triana y el Señor de Bulbuxyá |
| Poesía              | - El ala de la montaña, 1921 - Sinfonía del trópico, 1923 - Oros de otoño, 1962 - Solera, 1964 - Patio y nube, 1964                                                          |
| Poesía Hai-Kai      | - Trópico (Hai-Kais), 1931 - Bulbuxyá (Hai-Kais), 1933 - Sagitario. Poemas (Hai-Kais/Hais-Buns), 1934 - Cosmos indio (Hai-Kais y Tankas), 1938 - Palo verde (Hai-Kais), 1946 |
| Cuentos             | - La Lente Opaca, 1921 - El hilo del sol, 1921 - Cenizas, 1923 - 20 Rábulas en Flux, 1946 - 7 Mujeres y un Niño, 1961                                                        |
| Ensayos             | - El milagro hispanoamericano, 1934 |

### Obras literarias de Herrera
- Herrera, Flavio (1934). El tigre. Guatemala: Unión tipográfica.
- — (1935). La tempestad. Guatemala: Unión tipográfica.
- — (1936). Los siete pájaros del iris. Guatemala: Unión tipográfica.
- — (1937). Poniente de sirenas. Guatemala: Unión tipográfica.
- — (1949). Caos. Obras de Literatura y Arte IV. Guatemala: Editorial Universitaria.
- — (1921). El ala de la montaña: versos viejos 1913-1918. Centenario Estado Federal de Guatemala. Guatemala: El Sol.
- — (1994) [1923]. La trilogía del trópico. Centenario Flavio Herrera 1895-1995 1. Guatemala: Universidad de San Carlos de Guatemala.
- — (1946). Palo Verde: Hai-kais. Guatemala: Artigas.
- — (1967) [1921]. La lente opaca. Biblioteca guatemalteca de cultura popular 107. Guatemala: José de Pineda Ibarra.
- — (1923). Cenizas. Biblioteca Rojo y Azul. Leipzig: Bernhard Tauchnitz.
- — (1946). 20 rábulas en flux: ensayo de picaresca. Guatemala: Artigas.